# تری بولیوانت
تری بولیوانت (انگلیسی: Terry Bullivant؛ زادهٔ ۲۳ سپتامبر ۱۹۵۶) بازیکن فوتبال اهل بریتانیا است.
از باشگاه‌هایی که در آن بازی کرده‌است می‌توان به باشگاه فوتبال چارلتون اتلتیک، باشگاه فوتبال فولام، باشگاه فوتبال استون ویلا، باشگاه فوتبال ردینگ، و باشگاه فوتبال برنتفورد اشاره کرد.